# Langshui
Langshui (kinesiska: 浪水, 浪水乡) är en socken i Kina. Den ligger i den autonoma regionen Guangxi, i den södra delen av landet, omkring 250 kilometer öster om regionhuvudstaden Nanning. Antalet invånare är 15516. Befolkningen består av 7 282 kvinnor och 8 234 män. Barn under 15 år utgör 29,0 %, vuxna 15-64 år 59 %, och äldre över 65 år 11,0 %.
Genomsnittlig årsnederbörd är 2 303 millimeter. Den regnigaste månaden är maj, med i genomsnitt 367 mm nederbörd, och den torraste är oktober, med 40 mm nederbörd.